# Together (Vecherai, Rado)
„Together (Vecherai, Rado)“ е дебютният сингъл на българската момичешка поп група 4 Magic, който излиза на 23 февруари 2018 г., композиран от румънския продуцент Monoir. Официалното видео към песента излиза на 2 март 2018 г. в YouTube канала на Virginia Records.
Песента набира популярност в над 15 държави като Румъния, Великобритания, Австралия, Америка, Франция и други. „Together“ е на върха в българските чартове на „Radio City“ и „Radio The Voice“ повече от три месеца, което я прави най-слушаната дебютна песен в България.
Освен това, дебютиращата песен на младата поп група става и номер 1 в Еърплей класациите.